# M1 (mina)
M1 – amerykańska mina przeciwpancerna. Miny wykorzystywane były przez wojska amerykańskie podczas II wojny światowej oraz przez oddziały argentyńskie podczas wojny falklandzkiej.
Korpus miny M1 wykonany jest ze stali, a wykorzystanym w niej materiałem wybuchowym jest trotyl.